# Перино дель Вага
Перино дель Вага, правильно: Перин дель Вага, настоящее имя Пьеро ди Джованни Буонаккорси (итал. Perin del Vaga, Pietro di Giovanni Buonaccorsi; 23 июня 1501, Флоренция — 19 октября 1547, Рим) — живописец, художник-декоратор и рисовальщик-орнаменталист позднего итальянского Возрождения, маньерист. Рафаэлеск: ученик Ридольфо дель Гирландайо во Флоренции и сотрудник Рафаэля в Риме.

## Биография
Сын Джованни Буонаккорси, Пьеро ди Джованни потерял мать в двухмесячном возрасте, вскоре брошенный отцом вместе с родственниками, был поручен ими в ученики скромному флорентийскому художнику Андреа де Чери. Согласно Джорджо Вазари, который знал Пьеро лично, мальчика позднее взял в Рим живописец по имени Вага (итал. vaga — бродяга, странник), отсюда его прозвание.
Вначале будущий художник учился у Ридольфо дель Гирландайо и вскоре достиг таких успехов, что, по свидетельству Вазари, соревнуясь «с другими флорентинскими и иногородними юношами, срисовывая картон Микеланджело Буонарроти [„Битва при Кашине“], победил всех остальных и занял среди них первое место».
Около 1517 года Пьеро ди Джованни Буонаккорси приехал в Рим, выполнял мелкие декоративные работы: росписи стен внутри и снаружи зданий. Поэтому к 1519 году Буонаккорси легко вошёл в круг помощников Рафаэля. Став другом Джулио Романо и Джованни Франческо Пенни, он в 1518 году поступил в мастерскую Рафаэля и занялся выполнением орнаментальных деталей в росписях лоджий Ватикана, причём ему была доверена ответственная серия из двенадцати монохромных изображений в нижней части стен (ныне известна только по гравюрам XVII века Пьетро Санти Бартоли). Под руководством Джованни да Удине Пьеро занимался лепным декором и писал гротески по рисункам Рафаэля.
Исследователи находят участие Перин дель Вага во многих поздних работах мастерской Рафаэля, таких как картоны для шпалер Сикстинской капеллы в Ватикане, росписи церкви Санта-Мария-делла-Паче и многих других. Перин писал по рисункам Рафаэля символические изображения планет в апартаментах Борджиа. Фактически Перин стал вторым, после Джулио Романо, помощником Рафаэля. Самостоятельно расписал дворец Бальдассини, написал образ Богоматери Скорбящей в церкви Санто-Стефано дель Какко.
После смерти Рафаэля в 1520 году и эпидемии чумы (1523) Перин дель Вага вернулся во Флоренцию, сблизился с Россо Фьорентино.
Вернувшись в Рим в 1525 году, он женился на Катерине Пенни, сестре художника Джованни Франческо Пенни. Вместе с Джованни да Удине украсил росписями свод Зала Понтификов (Sala dei Pontefici) в Ватикане. Для папы Климента VII вместе с Джованни расписал Торре-деи-Борджиа («Башню Борджиа» — колокольню церкви Сан-Франческо-ди-Паола в Риме). Он также расписал фресками свод капеллы Распятия в церкви Сан-Марчелло-аль-Корсо (1525—1527).
После драмы разграбления Рима (итал. Sacco di Roma) в 1527 году ученики Рафаэля разошлись: Перино оказался в Генуе, Полидоро да Караваджо в Неаполе и на Сицилии, Джованни да Удине в Венеции. В 1528 году венецианец Никола от имени Андреа Дориа, главы Генуэзской республики, адмирала Карла V и будущего принца Мелфи, предложил Перино дель Вага поступить на службу генуэзскому двору. Перино он проектировал архитектурное убранство, а также фресковый и лепной декор резиденции принца Андреа Дориа в Фассоло — Виллы дель Принчипе, в манере, близкой работам Джулио Романо в мантуанском Палаццо дель Те. Там же работали Беккафуми и Порденоне. Он создавал картоны для шпалер, мебель, предметы декоративно-прикладного искусства (1531—1533). Осуществил несколько декоративных работ в Пизе.
В 1538 году художник вернулся в Рим. Работал в церкви Сантиссима-Тринита-дей-Монти, в Замке Сант-Анджело, Ватикане, Сикстинской капелле. В 1542 году папа Павел III приказал перестроить замок Сант-Анджело. Там, в Зале Паолина (приёмной папы), Перино вместе с Джулио Агрести между 1545 и 1547 годами писал фрески со сценами из жизни Александра Великого и римской истории.
Скончался художник 19 октября 1547 года в Риме. Похоронен в римском Пантеоне в капелле Святого Иосифа с латинской эпитафией: «Perino Bonaccursio Vagae florentino, qui ingenio et arte singulari egregios cum pictores permultos, tum plastas facile omnes superavit, Catherina Perini coniugi, Lavinia Bonaccursia parenti, losephus Cincius socero charissimo et optimo fecere. Vixit annos 46, menses 3, dies 21. Mortuus 14 Calendis Novembris Anno Christi 1547» (Перино Бонаккурсио Вага, флорентийцу, который своим гением и исключительным мастерством превосходил многих превосходных живописцев, а также лепщиков, легко превзошёл их всех, жене Катерине Перини, Лавинии Бонаккурсии, его родительнице, и Иосифу Цинцию его самого дорогого и лучшего тестя. Он прожил 46 лет, 3 месяца, 21 день и умер 14 ноября 1547 года от Рождества Христова).

## Наследие и признание
Живопись Перино дель Вага обычно рассматривают в контексте соединительного звена между «высоким римским стилем» Рафаэля (римским классицизмом) и флорентийским маньеризмом. Перино организовал в Риме мастерскую, «выполнявшую заказы на большие декоративные работы, в которых сочетались черты римской школы Рафаэля и раннего флорентийского маньеризма».
Уже при жизни многие работы художника был воспроизведены в гравюрах. Наряду с Россо Фьорентино, Приматиччо и Никколо дель Аббате Перино дель Вага способствовал распространению художественного языка Высокого Возрождения Рафаэля-Микеланджело, а затем и маньеризма их последователей, сначала в Италии, а затем и по всей Европе.
Среди его учеников и помощников были Даниэле да Вольтерра, Джироламо Сичьоланте да Сермонета, Пеллегрино Тибальди.

## Галерея

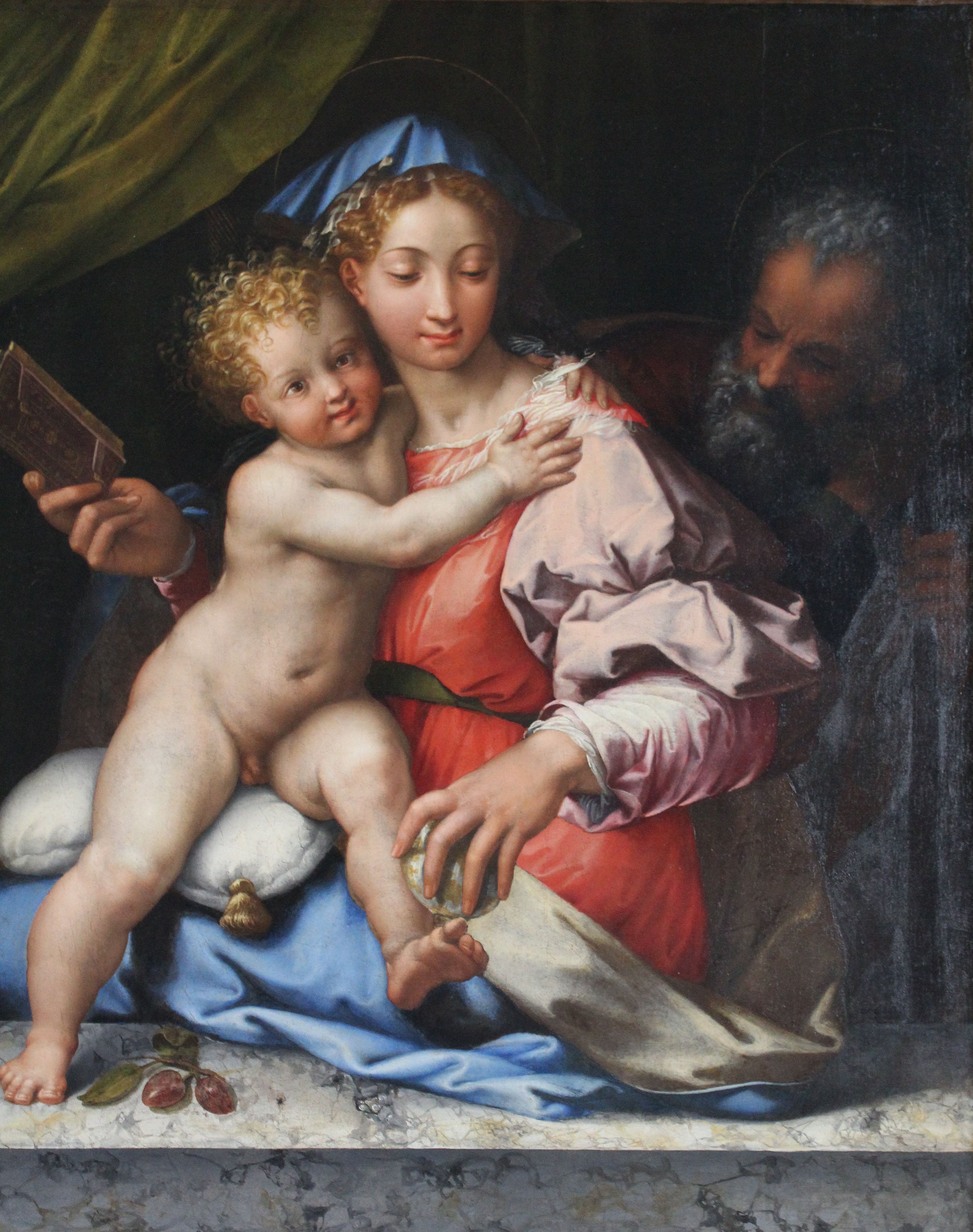
Святое семейство. 1539. Холст, масло. Шантийи, Музей Конде
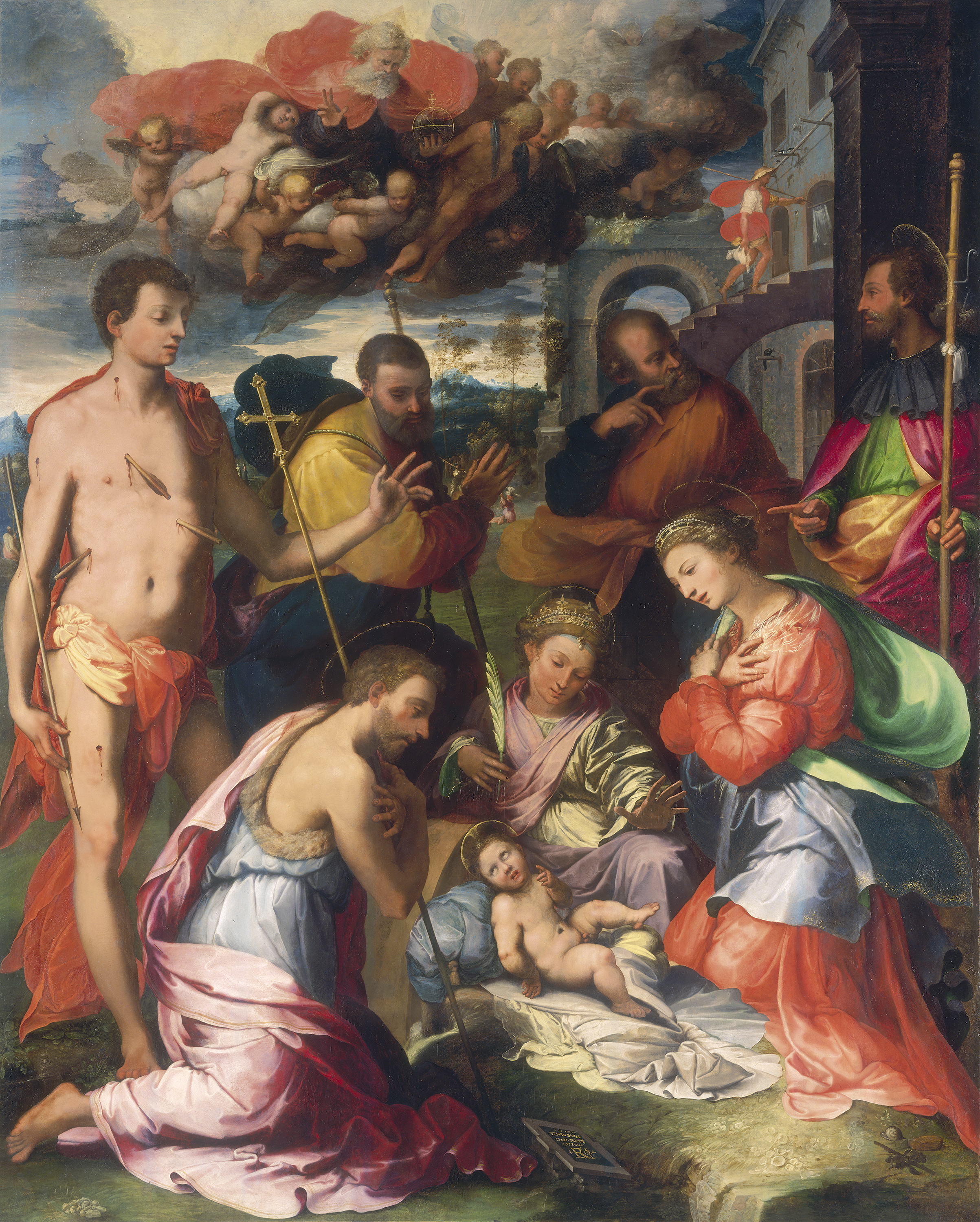
Pождество. 1534. Дерево, масло (переведено на холст). Национальная галерея искусства, Вашингтон
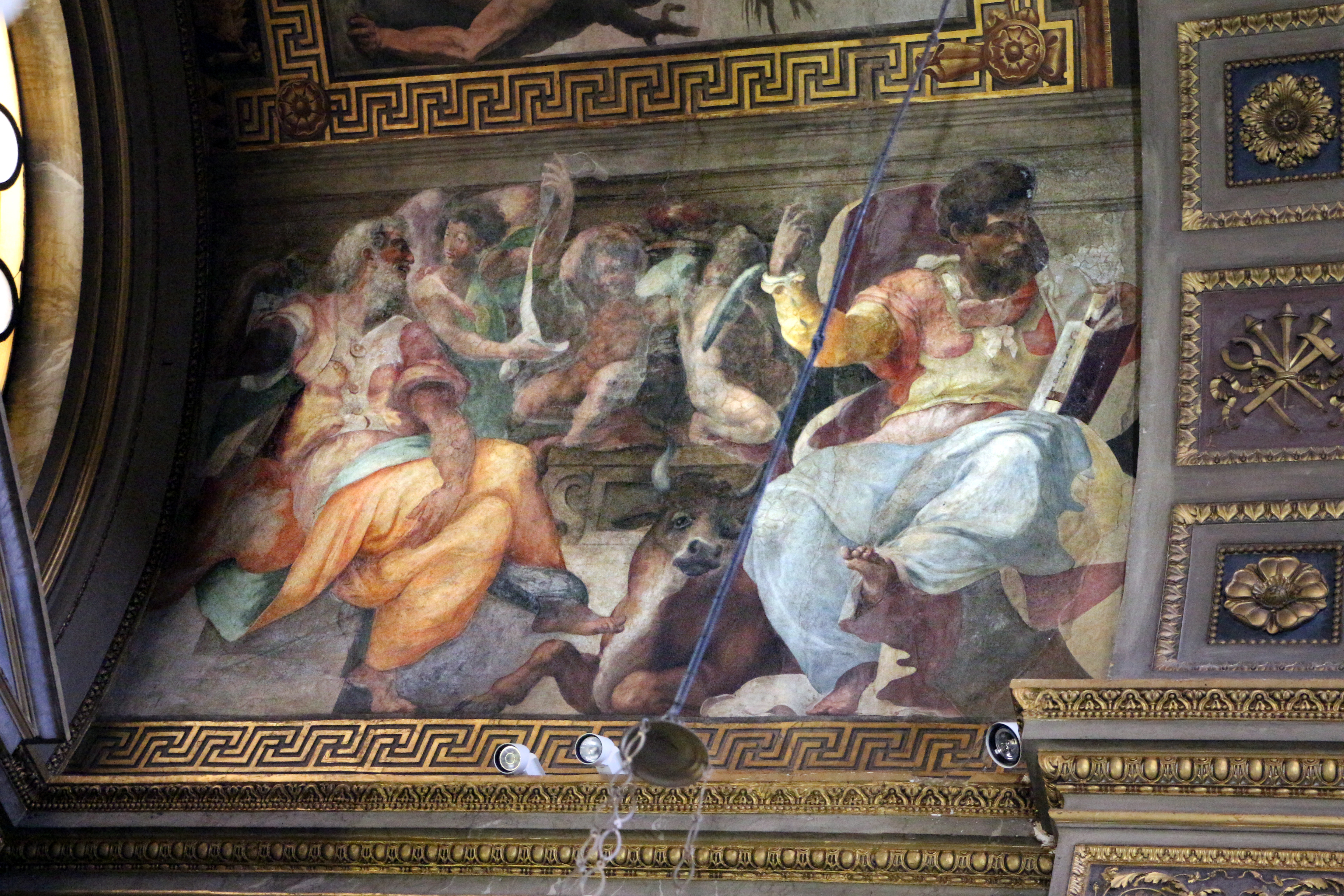
Евангелисты Матфей и Лука. 1525—1527. Фреска свода церкви Сан-Марчелло-аль-Корсо.
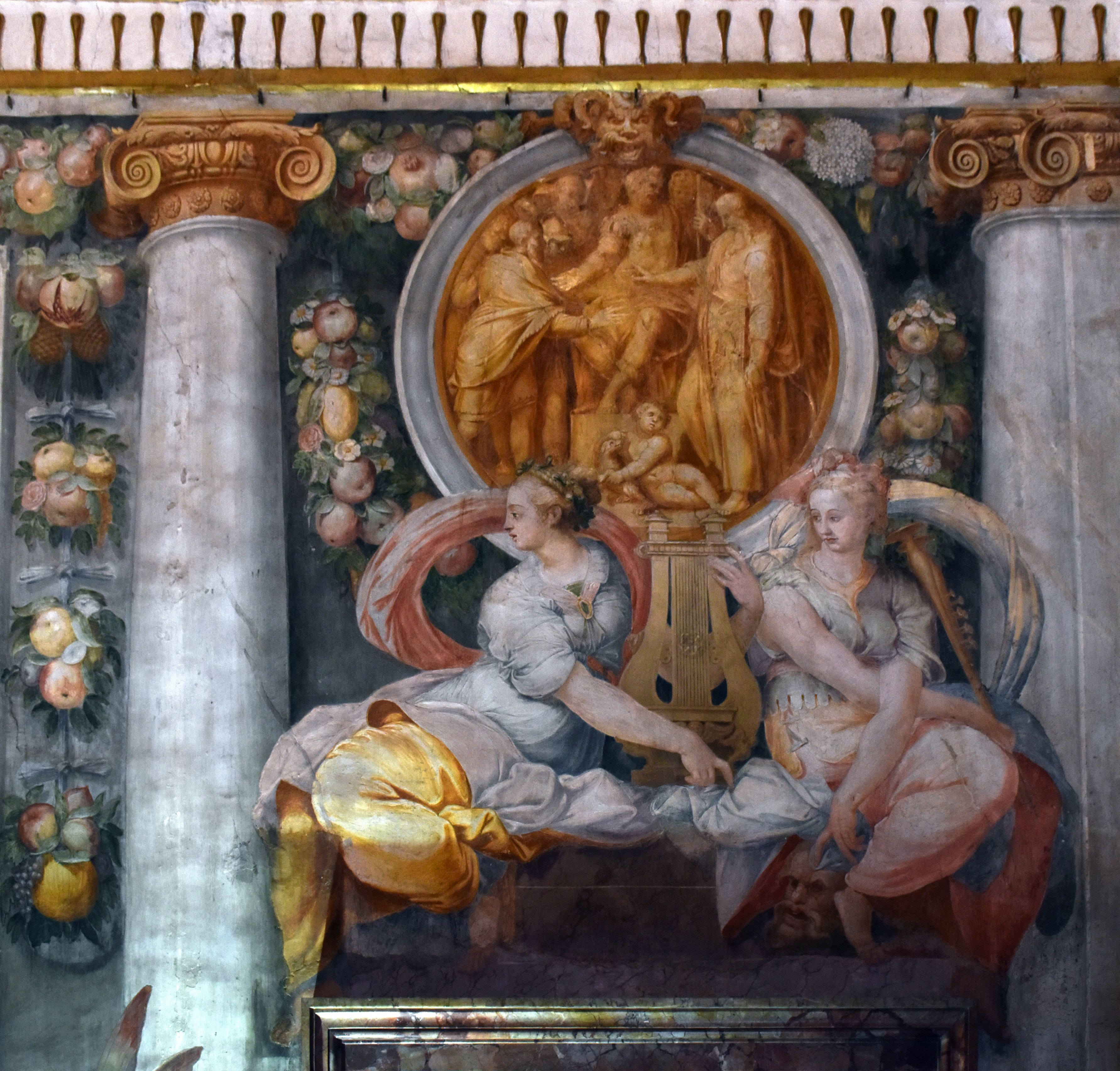
Деталь фрески Зала Паолина. Между 1545 и 1547. Замок Сант-Анджело, Рим
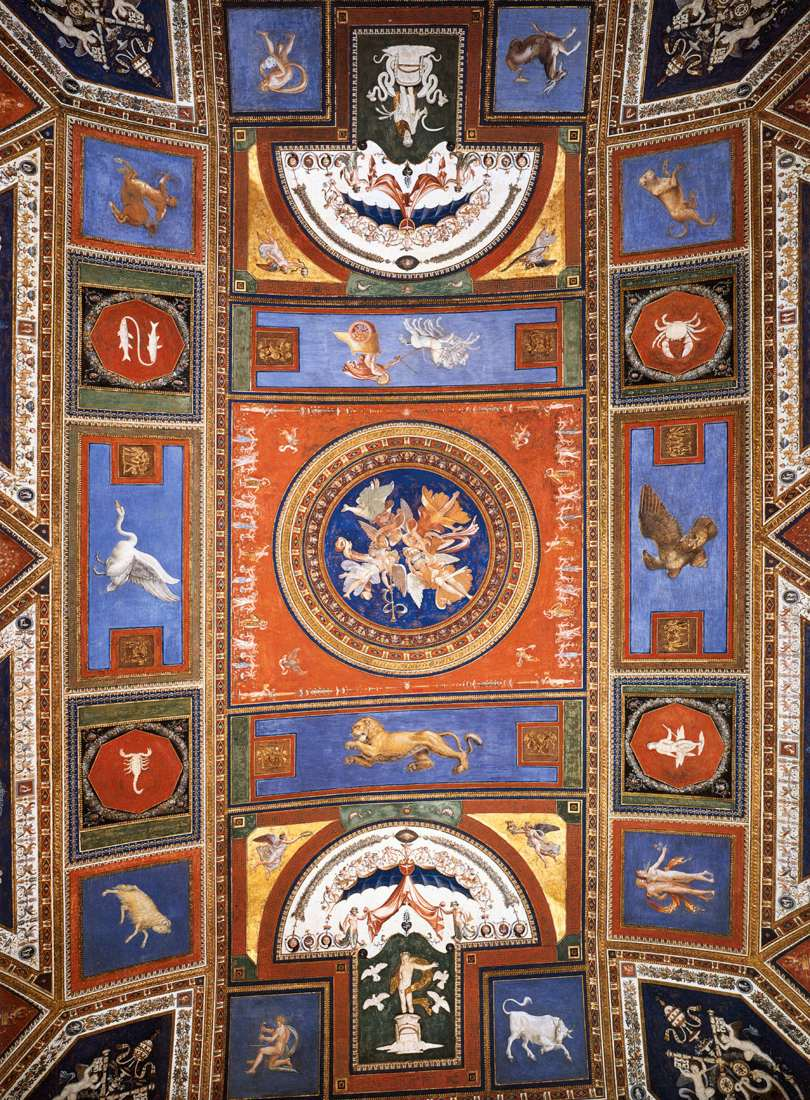
Роспись свода Зала Понтификов Апостольского дворца в Ватикане. 1525
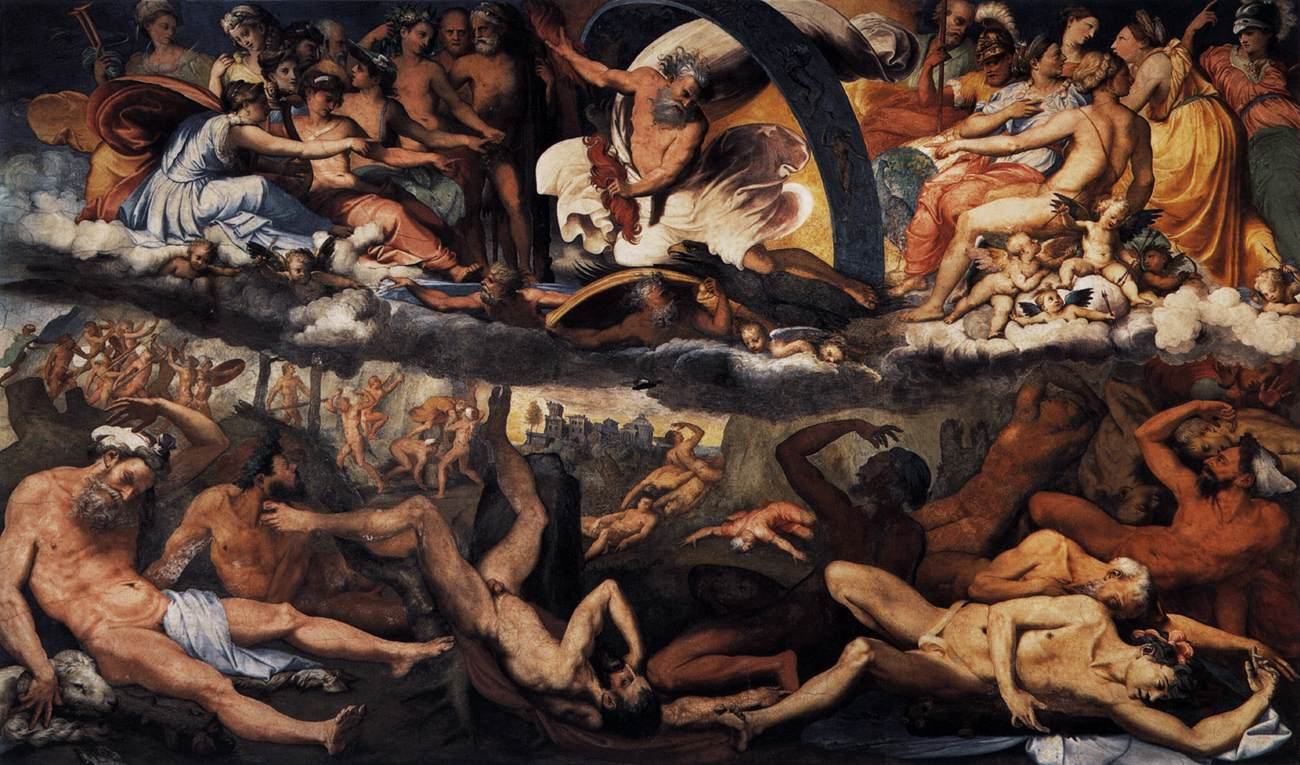
Свержение гигантов. Между 1531 и 1533. Фреска Виллы дель Принчипе, Генуя
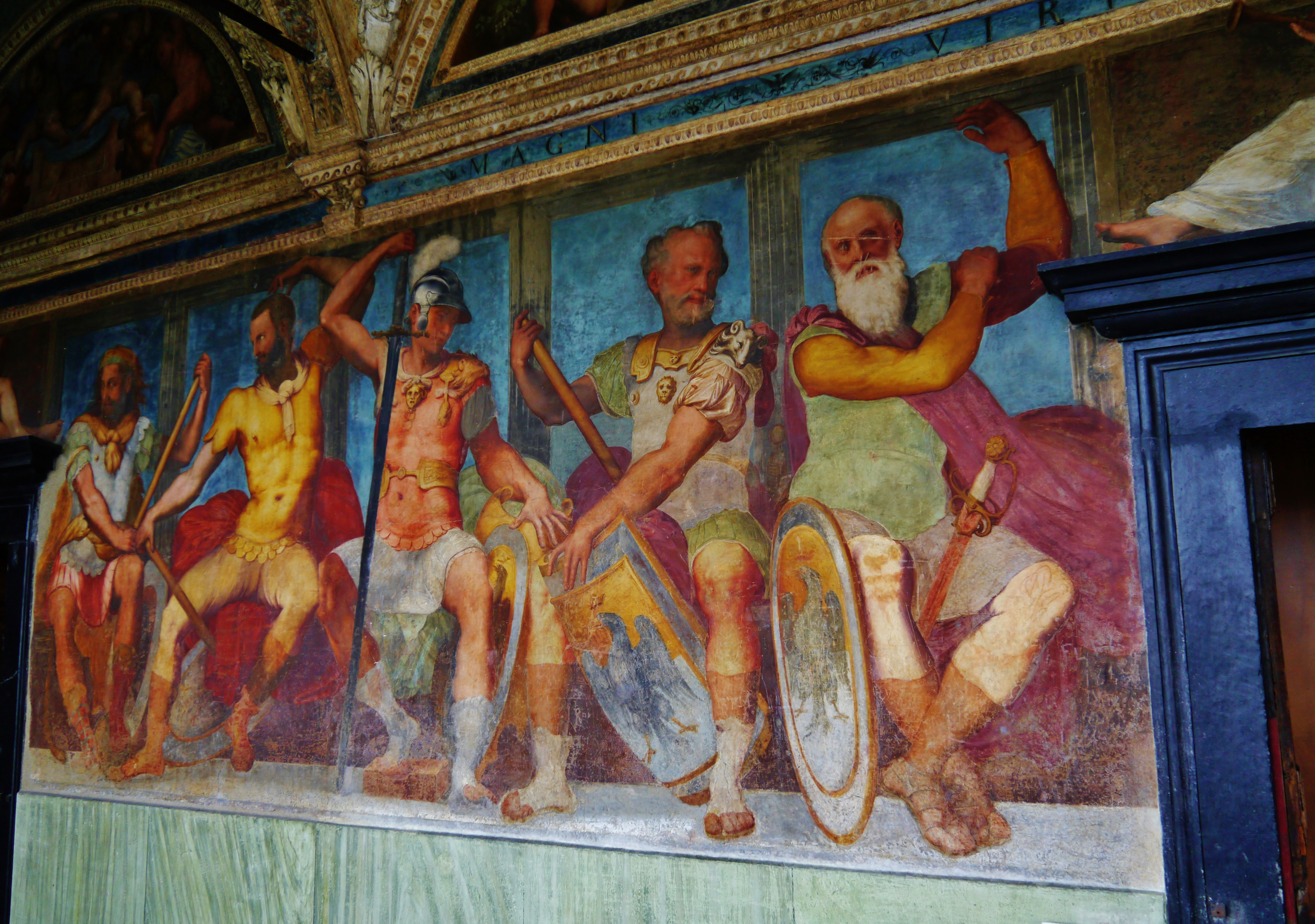
Лоджия героев. Фреска Виллы дель Принчипе, Генуя
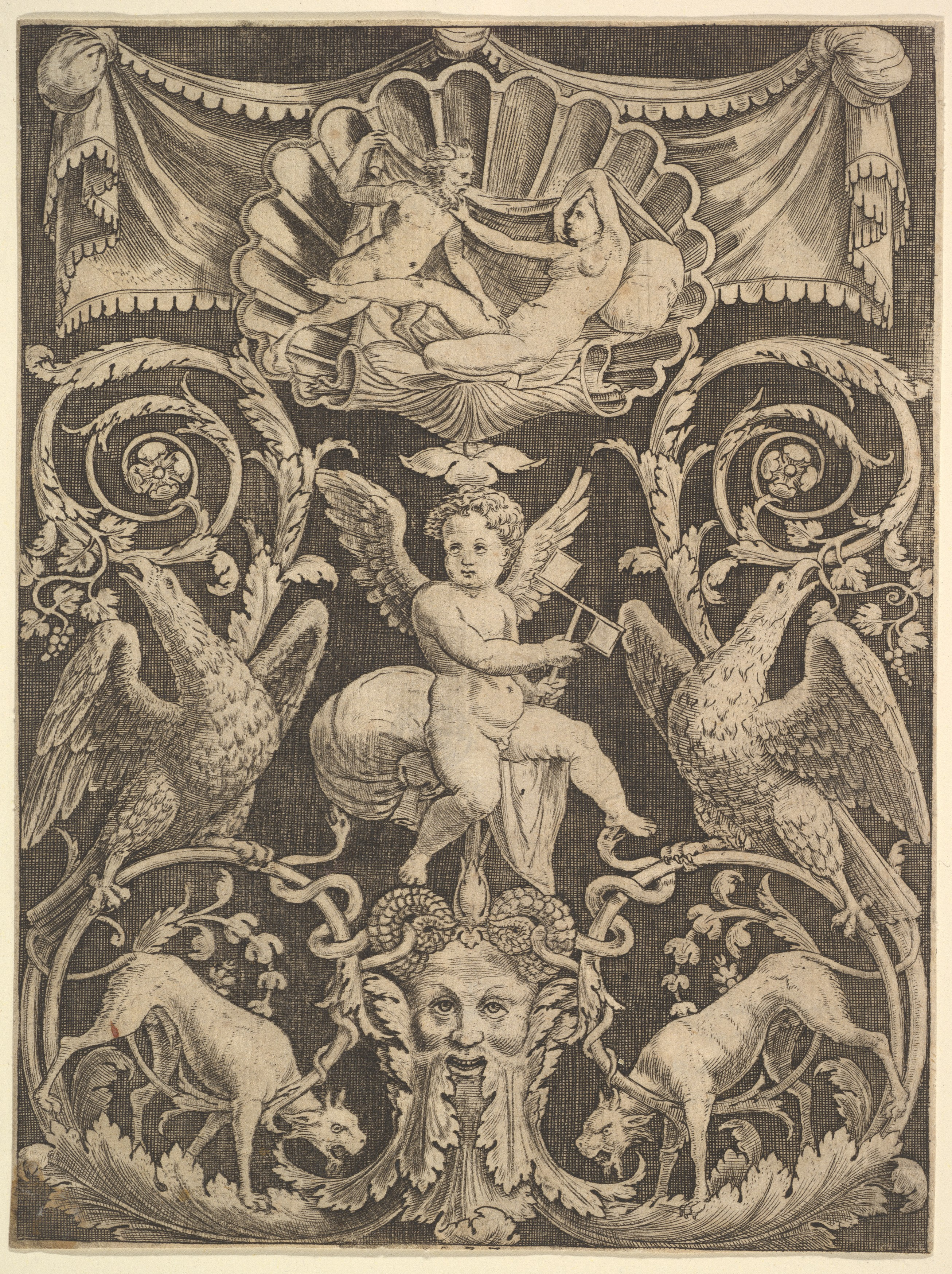
Гротеск с путто. 1532. Гравюра по рисунку Перино дель Вага
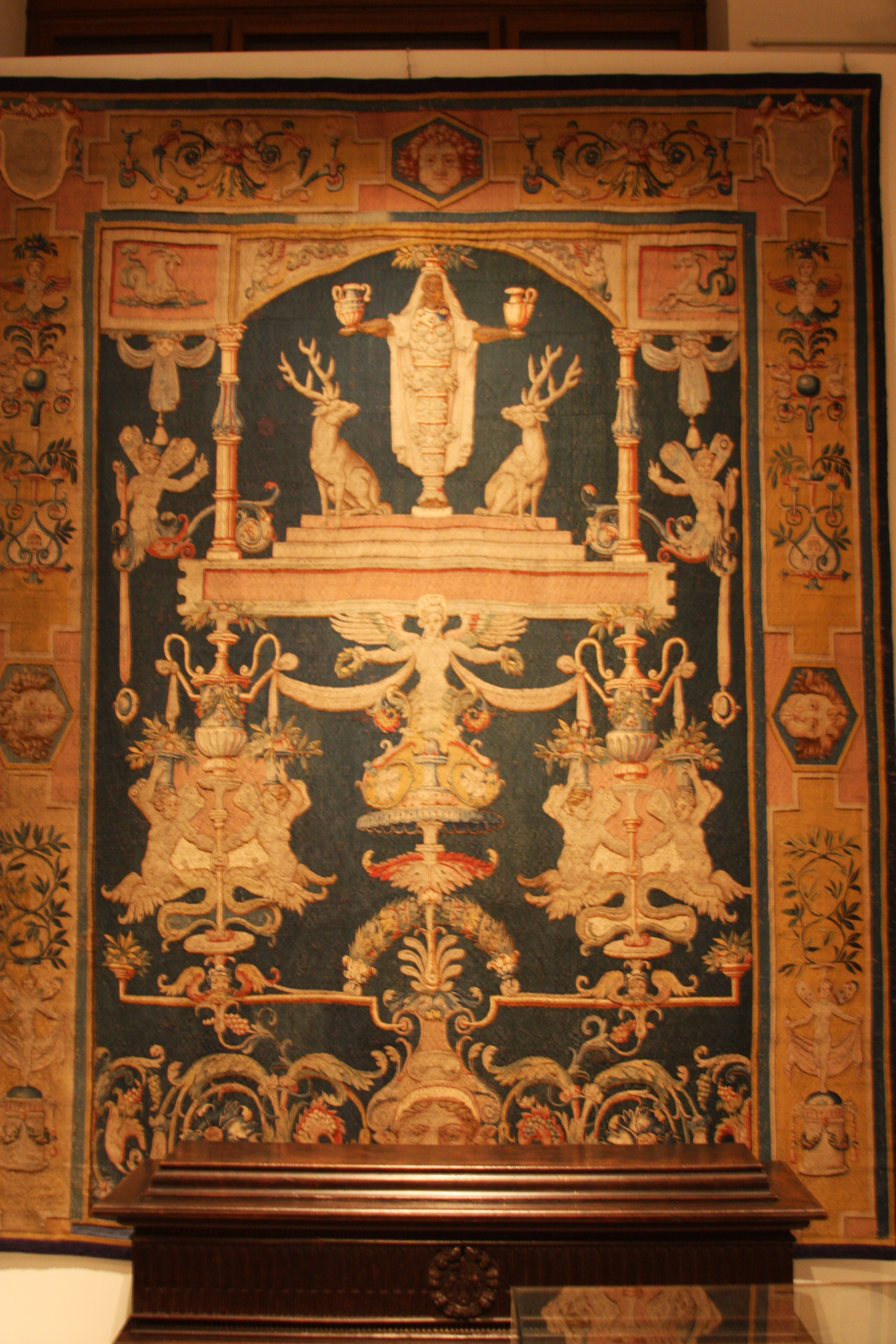
Диана Эфесская. 1545. Шпалера с гротесками. По заказу Андреа Дориа в Генуе. Национальный музей, Стокгольм